# Cod ATC A09
Codul ATC A09 Substituenți și stimulante ale secrețiilor digestive este o parte a sistemului de clasificare anatomică, terapeutică și chimică a medicamentelor, un sistem dezvoltat de către Organizația Mondială a Sănătății (OMS) pentru clasificarea medicamentelor și a altor produse medicinale. Subgrupul A09 este o parte a grupului A Tract digestiv și metabolism.
Codurile pentru preparatele de uz veterinar sunt create prin alipirea literei Q în fața codului ATC corespunzător produsului pentru uz uman; de exemplu, QA09. 

## A 09 A Enzime digestive

### A 09 AA Preparate enzimatice
A 09 AA 01 Diastază
A 09 AA 02 Multienzime (lipază, protează, etc.)
A 09 AA 03 Pepsină
A 09 AA 04 Tilactază

### A 09 AB Preparate cu acizi
A 09 AB 01 Acid glutamic, clorhidrat
A 09 AB 02 Betaină, clorhidrat
A 09 AB 03 Acid clorhidric
A 09 AB 04 Acid citric

### A 09 AC Preparate enzimatice și cu acizi, combinații
A 09 AC 01 Pepsină și preparate cu acizi
A 09 AC 02 Multienzime și preparate cu acizi